# Alxenor (Bildhauer)

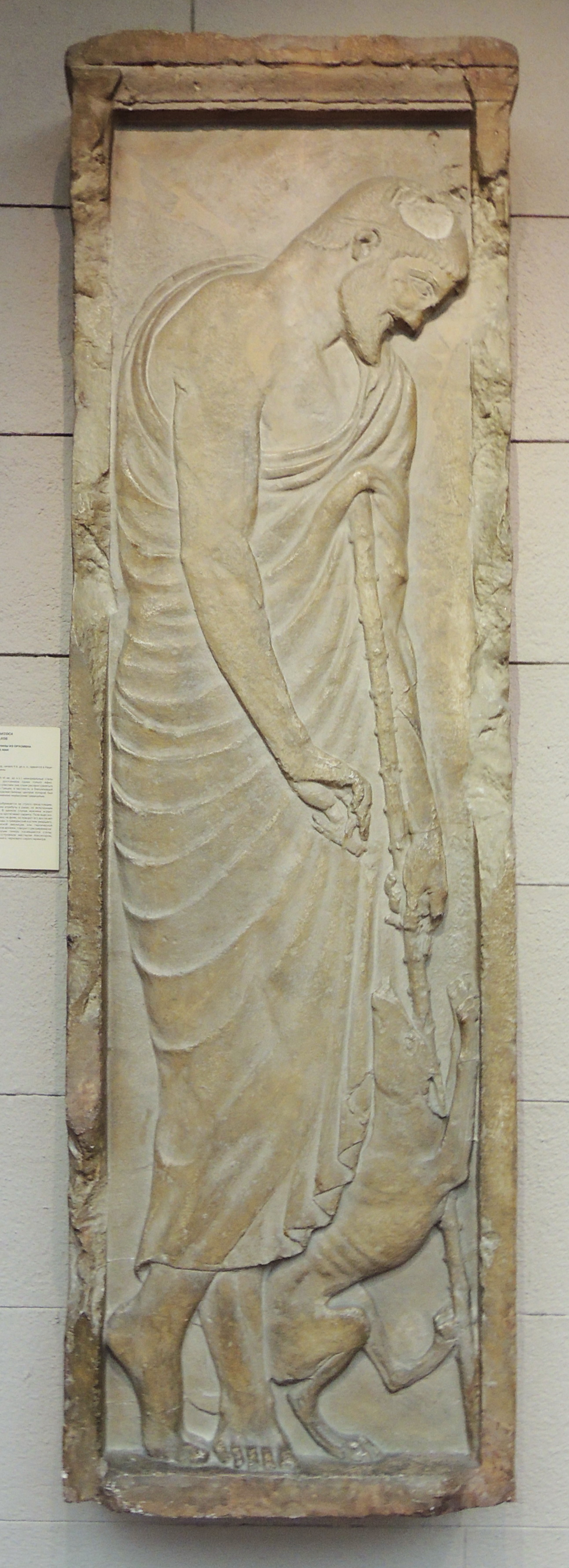
Grabrelief im Archäologischen Nationalmuseum in Athen

Alxenor war ein aus Naxos stammender griechischer Bildhauer, der im frühen 5. Jahrhundert v. Chr. aktiv war.
Eines seiner Werke, ein Grabrelief, befindet sich im Archäologischen Nationalmuseum in Athen. Es zeigt einen bärtigen, in einen Mantel gewickelten Mann, der seinen Hunden eine Heuschrecke gibt.